# Louis Yamaguchi
Louis Yamaguchi (山口 瑠伊 Yamaguchi Louis?, La Garenne-Colombes, Francia, 28 de mayo de 1998) es un futbolista japonés que juega como guardameta en el Kawasaki Frontale de la J1 League de Japón.

## Selección nacional
Fue elegido para integrar la selección nacional de Japón para la Copa Mundial de Fútbol Sub-20 de 2017.

## Trayectoria

### Clubes
| Club                           | País   | Año       |
| ------------------------------ | ------ | --------- |
| Extremadura U. D. "B"          | España | 2017-2019 |
| Extremadura U. D.              | España | 2019-2020 |
| Real Club Recreativo de Huelva | España | 2020-2021 |
| Mito HollyHock                 | Japón  | 2022-2023 |
| F. C. Machida Zelvia           | Japón  | 2024      |
| Kawasaki Frontale (cedido)     | Japón  | 2024      |
| Kawasaki Frontale              | Japón  | 2025-     |